# Evert Lundquist
Evert Ernst Erland Olof Lundquist, född 17 juli 1904 i Stockholm, död 4 november 1994 i Stockholm, var en svensk målare, mosaikkonstnär och grafiker.

## Biografi
Evert Lundquist utbildade sig på Wilhelmsons målarskola 1924, och samma år studerade han också på Académie Julien i Paris. Därefter fortsatte han sina studier vid Konstakademien 1925–1931 med Carl Wilhelmson som lärare. Wilhelmson hade år 1925 blivit tillförordnad professor i måleri vid Kungliga konsthögskolan i Stockholm. Några andra av hans lärare vid Konsthögskolan var Gösta von Hennigs och Albert Engström under åren 1925–1931.
Efter akademitiden 1931–1932 dominerade hans intryck från impressionism i Claude Monets anda och han var influerad av en lyriskt-impressionistisk stil. Senare övergick han till expressionism med beröringspunkter hos Edvard Munch. Färgmaterian målade han som en dimensionell faktor och han målade med färgen pastost pålagd. Han tillhörde Saltsjö-Duvnäsgruppen, som var verksam under åren 1939–1947 tillsammans med Staffan Hallström, Olle Nyman och Roland Kempe. Staffan Hallström bodde och arbetade under 1940-talet i Saltsjö-Duvnäs, där han hyrde rum av konstnären Olle Nyman. Han fick då kontakt med Evert Lundquist, som inspirerade honom och gav honom stöd. Evert Lundquist bodde och arbetade på Övre Gården i Saltsjö-Duvnäs. Från 1953 bodde och arbetade han på Drottningholm i en vitputsad byggnad, som vid 1900-talets början varit maskinhus på Drottningholms slott. På 1950-talet upplät man huset som ateljé åt Evert Lundquist, som arbetade här åren 1953–1990. Han arbetade även med torrnålsgravyrer.
Evert Lundquist var själv professor vid Konstakademien i Stockholm under åren 1960–1970. Några år före sin död blev han totalt blind. Evert Lundquist är gravsatt i minneslunden på Lovö skogskyrkogård.

## Utställningar
Sin första separatutställning hade han i Konstnärshuset i Stockholm, där han debuterade 1934. Men det var först på 1940-talet som han slog igenom. Den retrospektiva utställningen på Konstakademien 1944 blev Evert Lundquists publika genombrott, med goda recensioner i pressen, och under decennierna som följde ställde han kontinuerligt ut i Stockholm och på olika platser i Sverige. 
I slutet av 1950-talet och i början av 1960-talet ställde Lundquist också ut internationellt. I biennalen i São Paulo 1957 deltog Lundquist och han deltog i Guggenheim International Award i New York 1964 och Dunn International på Beaverbrook Art Gallery i Kanada och på Tate i London. Guggenheimpriset utdelades vart annat år från 1956 till i mitten av 1960-talet. Det var en utställning som var menad att ge svar på vilka som var världens etthundra bästa levande konstnärer. Hans galleriutställningar i London mötte också god kritik. Flera museer förvärvade verk av Lundquist. Men Lundquist bestämde sig för att dra sig tillbaka från den internationella konstmarknadens värld. I fortsättningen visades hans konst främst vid i grupputställningar.
En retrospektiv utställning på Moderna museet organiserades år 1974 av Ulf Linde. Det mångsidiga konstnärskapet under fem decennier summerades då. Lundquists syn försämrades från början av 1980-talet. Han målade allt färre verk och den sista målningen var daterad 1989. Lundquist dokumenterade sitt liv och skapande på ett detaljerat och noggrant sätt under alla sina år. En självbiografi, Ur ett målarliv, gavs ut 1984 utifrån hans levnadsanteckningar. Den 4 november 1994 avled Evert Lundquist. Fyra år senare, 1998, avled hans änka Ebba Reutercrona på Drottningholm.

## Familj

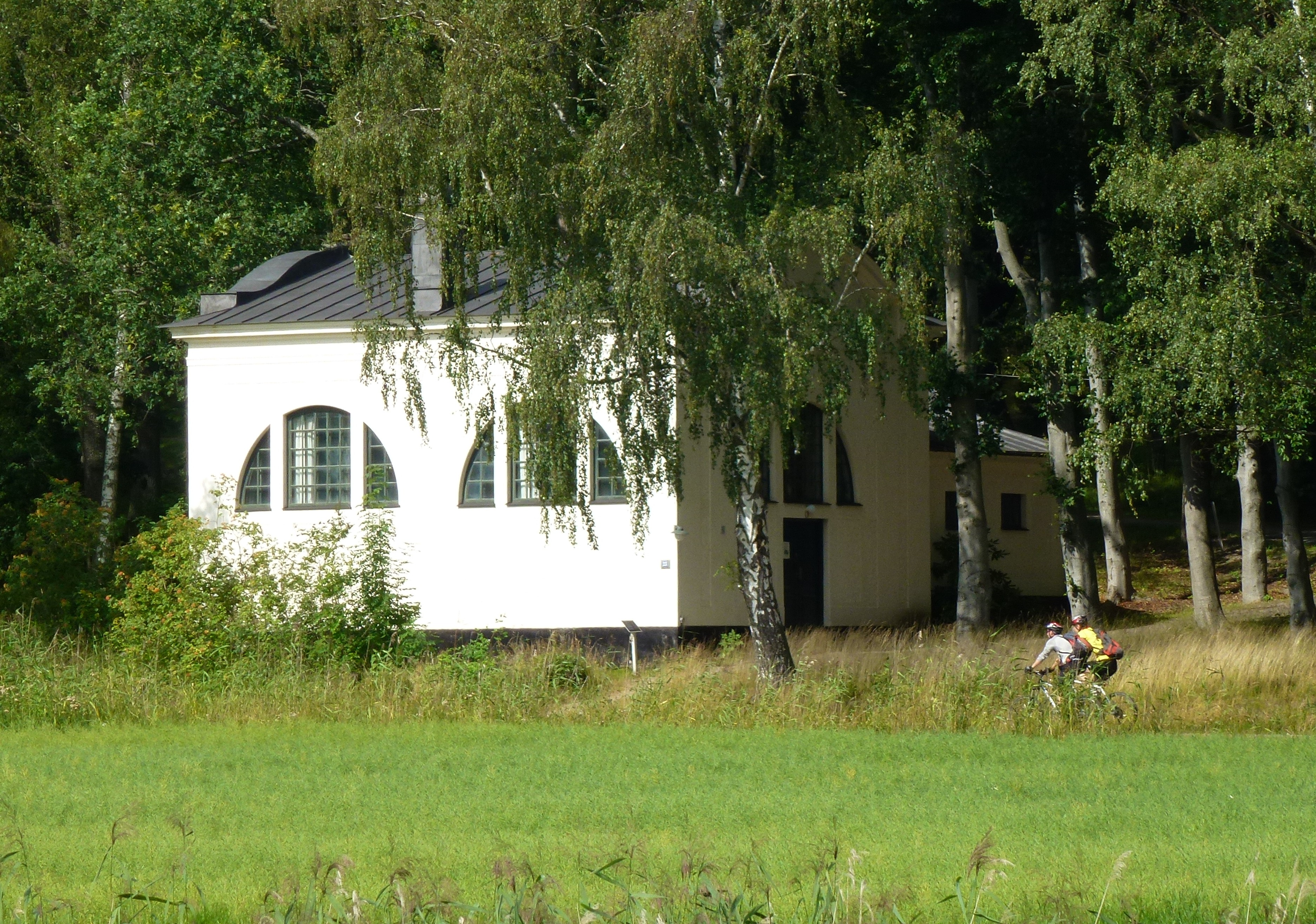
Evert Lundquists ateljé, Drottningholm.

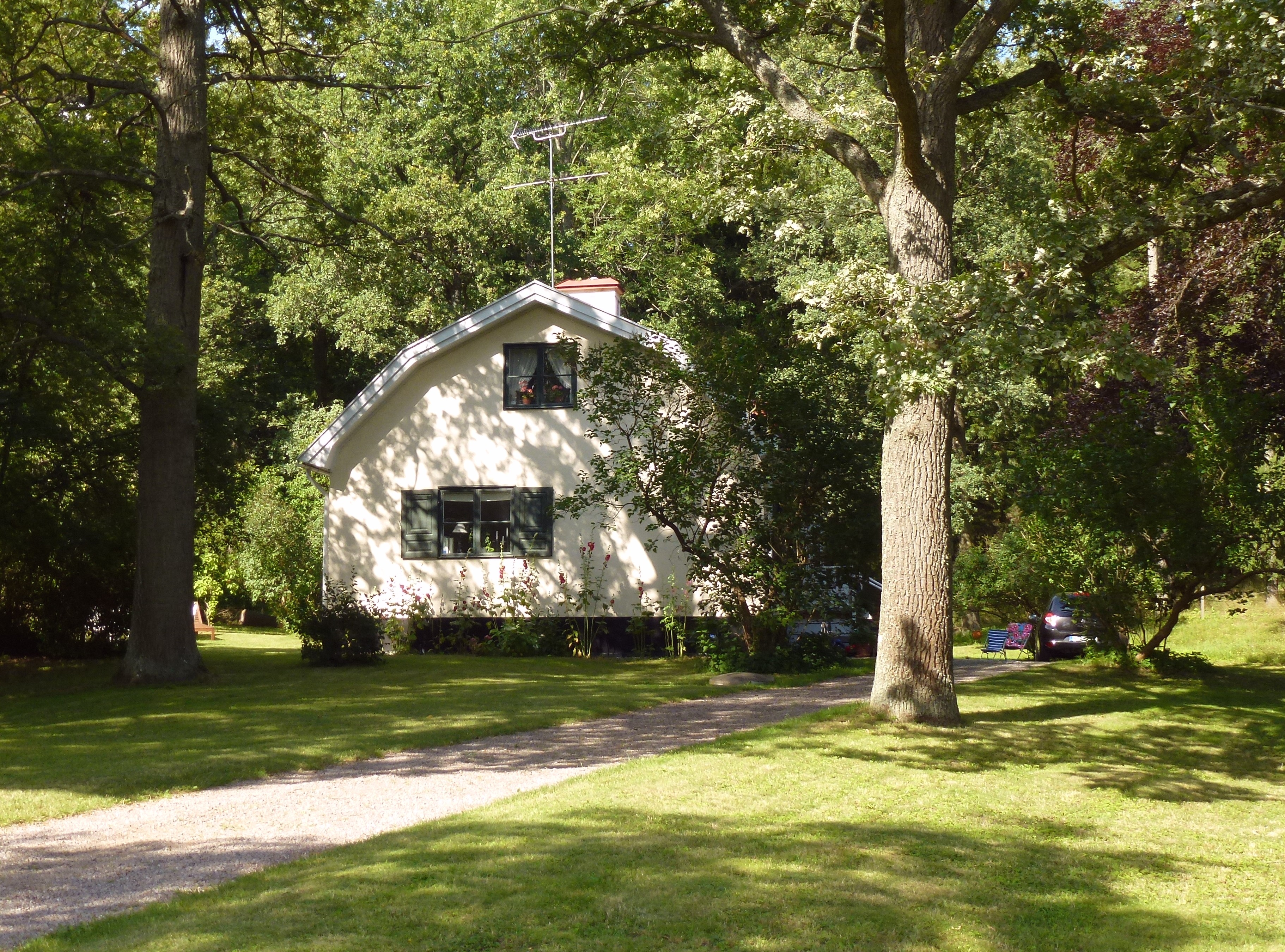
Lundquists före detta bostadshus intill ateljén.

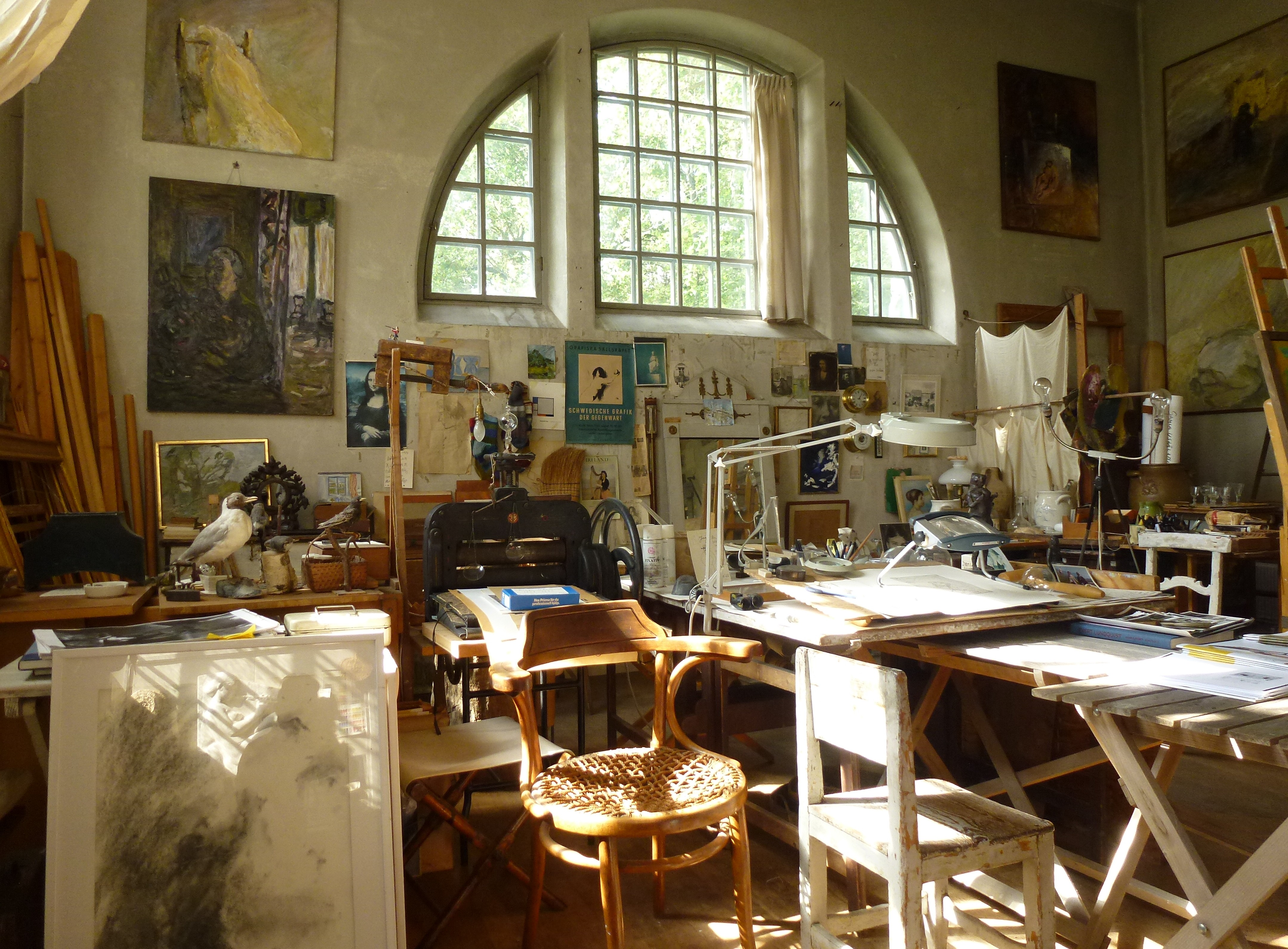
Evert Lundquists ateljé, interiör.

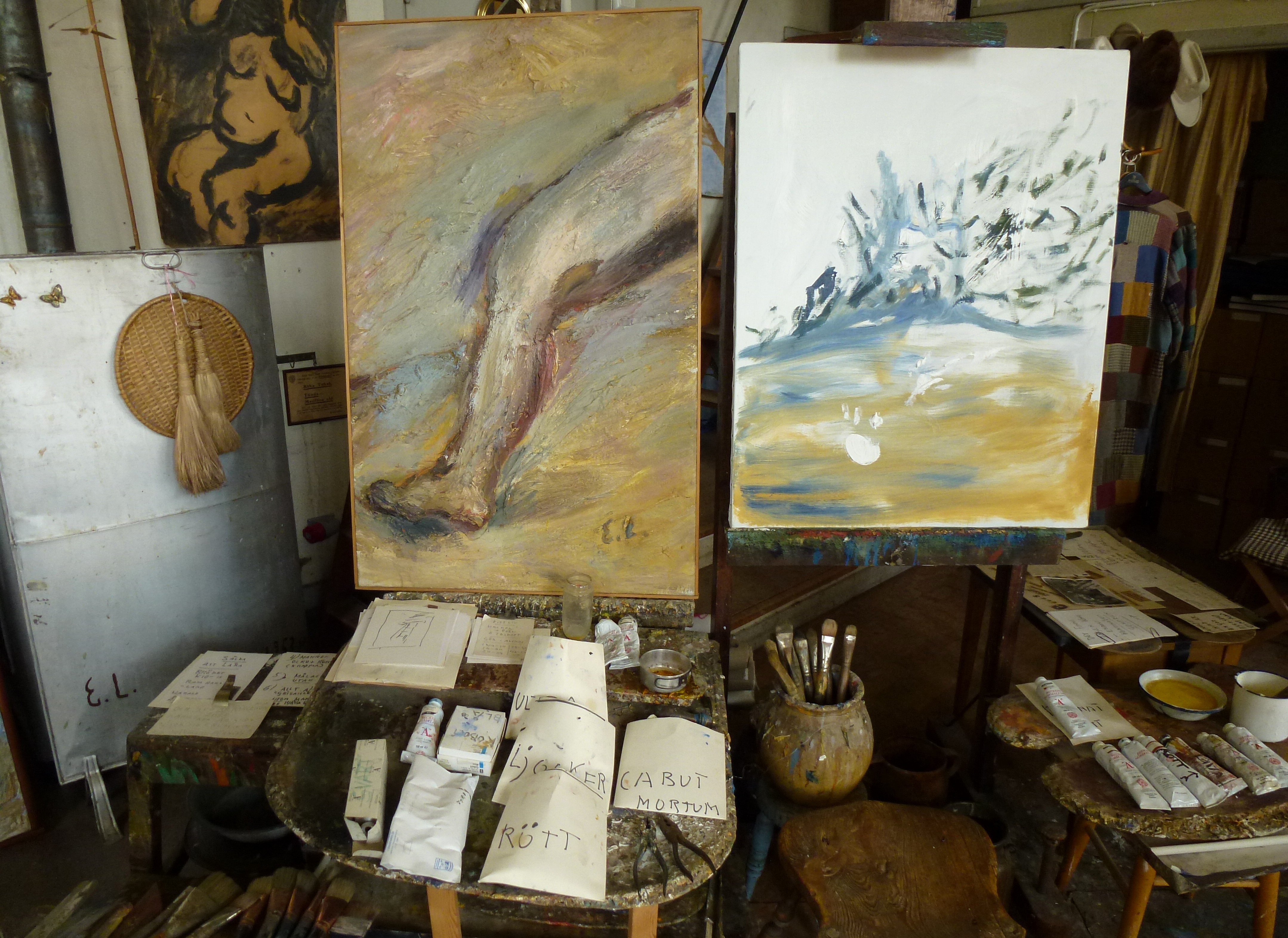
Evert Lundquists ateljé, interiör.

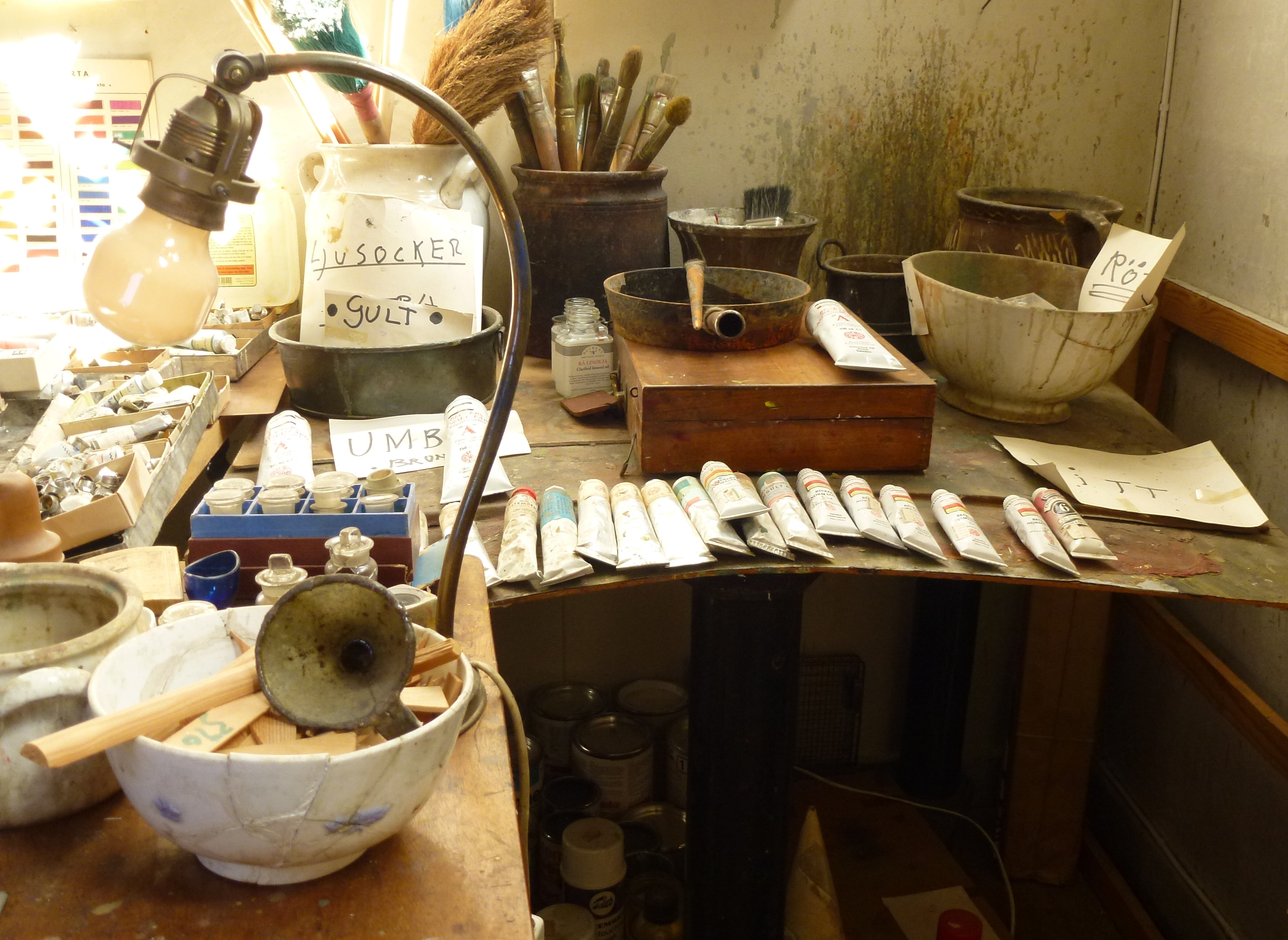
Evert Lundquists ateljé, interiör.

Evert Lundquist var son till kontrollören vid Kungliga järnvägsstyrelsen Ernst Lundquist och Olga, född Björck.
Evert Lundquist gifte sig den 31 juli 1943 med konstnären Ebba Reutercrona (1911–1998). Han träffade sin blivande hustru på Utö sommaren 1937 och de gifte sig sex år senare. De fick tillsammans tvillingsönerna Hübner Olof Alexis Lundqvist (1947–1965) och Manne (Emanuel) Lundquist (1947–2004). Sonen Hübner "Hymne" Lundqvist försvann spårlöst den 29 juli 1965 på väg till Gerlesborg och dödförklarades 1975.
Under flera år bodde familjen i Saltsjö-Duvnäs där Lundquist genom vännen och kollegan Olle Nyman hade ateljé. Efter olika tillfälliga ateljélösningar fick Lundquist tillgång till en ateljé i Kanton i Drottningholms slottspark hösten 1953. Evert Lundquist flyttade in i nya ateljén på Drottningholm år 1953, och 1958 följde familjen efter och bosatte sig i huset intill. I denna miljö levde och arbetade han fram till sin död.
Idag är hans ateljé ett bevarat museum, Evert Lundquists ateljémuseum. Lundquist bodde i ateljén under långa perioder och var delvis isolerad från sin familj som bodde kvar i en lägenhet i Nacka. Först i samband med att en bostad blev tillgänglig nära ateljén 1957 flyttade hustrun och de två sönerna efter.

## Offentlig utsmyckning
- Monumentalarbete i mosaik, Trädet, i trapphallen till Skellefteå nya stadshus 1956. En väggmosaik som sträckte sig genom tre våningar. Det gamla stadshuset revs 1955 och ett nytt Stadshuset, Skellefteå byggdes 1954-1993. Det nuvarande och tredje stadshuset i kv. Korpen snett mittemot Hjorten stod färdigt 1982.

## Representerad
- Nationalmuseum[5] i Stockholm
- Moderna museet[6] i Stockholm
- Göteborgs konstmuseum[7]
- Norrköpings konstmuseum[8]
- Malmö museum
- Värmlands Museum i Karlstad
- Västerbottens museum i Umeå
- Östergötlands museum i Linköping
- Eskilstuna konstmuseum
- Kalmar konstmuseum[9]
- Tate Gallery, London
- Paris.
- Konstmuseet i Skövde

## Evert Lundquists ateljémuseum
Evert Lundquists ateljémuseum ligger i södra delen av Drottningholms slottspark, sydost om Kina slott. Den vitputsade byggnaden i jugendarkitektur med sina stora välvda fönster var ursprungligen maskinhuset, som användes för att alstra elektrisk ström till Drottningholms slott vid 1900-talets början. På 1950-talet övergick man till växelström och upplät huset som ateljé åt Evert Lundquist, som arbetade här åren 1953–1990. Till en början arbetade och bodde Lundquist ensam i ateljén innan familjen flyttade efter 1958 och bosatte sig i huset intill. Efter Lundquists död 1994 sparades ateljén med sin kompletta inredning som ett museum. Allt står kvar som han lämnade ateljén 1990. Här visas oljemålningar, kolteckningar och torrnålsgravyrer av Evert Lundquist samt oljemålningar av hans hustru konstnärinnan Ebba Reutercrona (1911–1998), dessutom akvareller av sonen Manne och en skulptur och en oljemålning av sonen Hymme som försvann spårlöst den 29 juli 1965. Evert Lundquists ateljémuseum ingår i världsarvet Drottningholm.

## Evert Lundquists stiftelse
Evert Lundquists stiftelse bildades år 1992. Dess syfte är att stödja familjens ateljémuseum i Drottningholm och att stödja allmänheten med expertis och dokumentation samt att vårda minnet av familjen Lundquist konstnärliga verksamhet och att ordna visningar. Stiftelsen har till ändamål att vårda minnet av Evert Lundquists gärningar samt hans hustru Ebba Reutercronas och deras söners konstnärsgärningar. Lundquist. Stiftelsen har tillgång till oljemålningar och torrnålsgravyrer av Evert Lundquist, oljemålningar av Ebba Reutercrona och pasteller av sonen Manne för utlåning till intresserade museer och gallerier. Stiftelsen har dokumentation och video-filmer, dvd-filmer med intervjuer med Evert Lundquist, bland annat en film av Nils Petter Sundgren på ungefär 30 minuter. En komplett illustrerad verkförteckning av Evert Lundquists 206 grafiska blad finns, författad av Per Bjurström. Styrelsen består av Gunnar Petri, ordförande, Olle Granath, Ulf Linde, Susanna Slöör, Kjell Strandqvist och Jan Gottfarb, verkställande ledamot.

## Kronologi
- 1924-1931 studier vid Carl Wilhelmsons målarskola, Académie julian, Paris, och vid Konsthögskolan.
- 1931-1933 studieresa till Frankrike, Italien och England.
- 1934 debututställning på Konstnärshuset, Stockholm samt därefter utställning 1938, 1941, 1945 och 1953.
- 1944 retrospektiv utställning på Konstakademien, Stockholm.
- 1949 utställning på Samlaren, Stockholm.
- 1950 utställning på Färg och Form, Stockholm.
- 1952 deltar i Carnegie International, Pittsburg.
- 1953 utställning i Eskilstuna konstmuseum.
- 1956 utför väggmosaiken "Trädet" i trapphallen till Skellefteå nya stadshus.
- 1957 utställning i Konstakademien, Stockholm och Konsthallen, Göteborg.
- 1958 utställning i Paris.
- 1959 Grafiska sällskapets stipendium, ledamot av Konstakademien.
- 1960 utnämns till professor vid Konsthögskolan. Utställningar i Paris, London och Milano.
- 1961 utställningar i New York och Chicago. Får pris vid biennalen i Sao Paulo, Brasilien.
- 1962 erhåller Prins Eugen-medaljen.
- 1962 utställningar på Gummesons, Stockholm samt i Venedig, Bryssel och London.
- 1963 deltar i "Dunn International": Fredericton, New Brunswick, Canada och Tate Gallery, London.
- 1964 erhåller svenska statens konstnärsbelöning.
- 1964 svensk representant med måleri på Biennalen i Venedig. Deltar i Guggenheim International Award, New York.
- 1970 utställer på Konstakademien, Stockholm och i Gävle Museum.
- 1971 ledamot av The Royal Society of Arts, London. Utställer i Lunds konsthall och Kalmar konstmuseum.
- 1974 utställer i Moderna Museet, Stockholm.
- 1977 utställer på Konstakademien, Stockholm.
- 1981 utställer på Thielska Galleriet.
- 1982 deltar i samlingsutställning ”The Ice breaker”, New York.
- 1985 deltar i vandringsutställning i Kina.
- 1989 utställer på Thielska Galleriet.
- 1994 dör 4 november.
- 1996 minnesutställning på Konstakademien.
- 2002 utställer i Olle Nymans Ateljé.
- 2004 jubileumsutställning på Thielska Galleriet (Grafik) och på Prins Eugens Waldemarsudde.
- 2009 utställer på Moderna museet
- 2014 utställer på Galerie Lars Bohman

## E.L. Bibliografi
- Karl Axel Arvidsson: Det unga måleriet, Stockholm 1952
- Mats B: Kastrupgårdsamlingen Evert Lundquist, Kastrup 1984 m
- Mats B.: Ett samtal med Evert Lundquist, Moderna Museet nr 4, Stockholm 1982
- Per Bjurström: Evert Lundquist, - grafiker, Carlsson, Stockholm 2004
- Erik Blomberg: Svenska målarpionjärer, Stockholm 1959
- Teddy Brunius: Ord och Bild 6, Stockholm 1951
- Ingegärd Frati: Evert Lundquist - en översikt, Stockholm 1980
- Cliff Holden: Art News and Review No. 3, London 1959
- Cliff Holden: Paletten nr 2, Göteborg 1960
- Fredrik Liew: Utställningskatalog, Moderna Museet, Stockholm 2009
- Ulf Linde: Moderna Museet, Stockholm 1974
- Ulf Linde: Evert Lundquists nya gravyrer, Artes nr 3, Stockholm 1977
- Ulf Linde: Möten med Evert Lundquist, Månadsjournalen nr 5, Stockholm 1981
- Ulf Linde: När mästaren lättar på handen, Månadsjournalen nr 3, Stockholm 1989
- Ulf Linde m.fl: Evert Lundquist's ateljé, Stockholm 1993
- Bo Lindwall: Revolutionär i slottspark, Konstrevy nr 4, Stockholm 1956
- Evert Lundquist: Opublicerade anteckningar 1949-1982, Moderna Museet nr 4, Stockholm 1982
- Evert Lundquist: Ur ett målarliv, Stockholm 1984. Ny utökad upplaga med förord av Ulf Linde, Stockholm 1996
- Bo Nilsson (Red.): Konstnären som kommentator, Ahus 1983
- Rolf Söderberg: Evert Lundquist, Stockholm 1962
- Eugen Adolf Wretholm: Evert Lundquist, Sveriges allmänna konstförening (SAK), Stockholm 1977